# Lexington Opera House
La Lexington Opera House est un opéra américain situé au 401 West Short Street dans le centre-ville de Lexington, au Kentucky. Construit en 1886, l'Opéra a remplacé l'ancien, situé à l'angle de Main et Broadway, après qu'un incendie l'a détruit en janvier 1886. Le nouvel Opéra a été conçu par le célèbre architecte Oscar Cobb (en) et forme avec une librairie mitoyenne un bien inscrit au Registre national des lieux historiques pour son importance historique et architecturale, l'Opera House and Yates Bookshop Building. Il est actuellement détenu et géré par la Lexington Center Corporation et accueille des ballets, des opéras, des productions pour enfants, des spectacles familiaux, des comédies, de la musique et des tournées nationales professionnelles de Broadway. La Lexington Opera House est l'un des quatorze théâtres du pays construits avant 1900 avec moins de mille places et qui est toujours en activité en tant que salle de spectacle.